# Айвънхоу
„Айвънхоу“ (Ivanhoe) е исторически роман от Уолтър Скот, издаден през 1819 година. Действието му се развива в средновековна Англия, а в романа се съдържат описания на рицарски турнири, хора извън закона, съд на вещици, противопоставяне между християни и евреи и др. Романът поражда повишен интерес към рицарството и средновековните порядки.

## Сюжет
Внимание:  Текстът по-долу разкрива сюжета на произведението (или части от него)!
Действието се развива през 12 век във феодална Англия. След завършването на Третия кръстоносен поход много рицари се завръщат в Европа. Английският крал Ричард Лъвското сърце на връщане към Англия, попада в плен на австрийския херцог Леополд V Бабенберг. Принц Джон се възползва от отсъствието на брат си и започва еднолично да управлява страната, като разпалва враждите между нормани и саксонци и плете интриги срещу краля, надявайки се да получи короната. Богатият саксонски феодал Седрик Саксонеца, от своя страна крои планове да възроди могъществото на саксонците и да отхвърли властта на норманите, като се надява да постави начело на саксонците сър Ателстън от Кънънгзбърг, потомък на англосаксонския крал Алфред Велики. Апатичният Ателстън не вдъхва доверие, и затова Седрик се надява да го ожени за своята повереница, лейди Роуина. Но плановете на стария саксонски тан са осуетени от неговия син Уилфред Айвънхоу, който е влюбен в Роуина. Уилфред се присъединява към кръстоносната войска на крал Ричард без съгласието на своя баща, който заради своеволието му го прогонва от дома си. Айвънхоу се завръща в Англия, управлявана от принц Джон и неговата свита. Айвънхоу участва в рицарски турнир и го печели под чуждо име, като избира за кралица на любовта и красотата лейди Роуина. Тайно се е завърнал в родината си и Ричард Лъвското сърце. Стрелецът Робин Худ действа със своите разбойници из горите. В хода на действието алчните нормански благородници са разгромени от свободолюбивите английски селяни, тамплиерите губят в процеса срещу обявената за вещица еврейка Ребека, нейният обожател Брайън де Боа Гилбер загива от ръката на Айвънхоу, а крал Ричард отново сяда на престола. Айвънхоу и Роуина се женят и живеят дълго и щастливо...

## Издания на български език
- „Айвънхоу“, София, изд. „Ив. Г. Игнатовъ & Синове“, 194_ г., 374 с.
- „Айвънхоу“, София, изд. „Народна култура“, 1963 г., 538 с.
- „Айвънхоу“, София, изд. „Отечество“, 1980 г., библиотека „Световна класика за деца и юноши“, 464 с.
- „Айвънхоу“, София, изд. „Отечество“, 1988 г., 460 с.
- „Айвънхоу. Книга 1“, София, изд. „Прозорец“, 1992 г., 270 с.
- „Айвънхоу. Книга 2“, София, изд. „Прозорец“, 199_ г., ... с.
- „Айвънхоу“, София, изд. „Труд“, 2009 г., библиотека „Златна колекция ХІХ век“, 446 с.
- „Айвънхоу“, София, изд. „Труд“, 2011 г., библиотека „Златни детски книги“ № 56, 520 с.

## Филмови екранизации
- Ivanhoe, американски игрален филм, 1913, режисьор: Herbert Brenon, с участието на King Baggot, Leah Baird и Herbert Brenon.
- Ivanhoe, американски игрален филм, 1952; режисьор: Richard Thorpe, с участието на: Robert Taylor, Elizabeth Taylor, Joan Fontaine и George Sanders, номиниран за Оскар.
- Ivanhoe, американски игрален филм, 1982; режисьор: 	John Gay, с участието на: Anthony Andrews, James Mason и Sam Neill
- Баллада о доблестном рыцаре Айвенго, съветски игрален филм, 1983, режисьор: Сергей Тарасов, с 4 балади на Владимир Висоцки, в ролите: Петерис Гаудинш, Тамара Акулова и Леонид Кулагин.